# Венгжце (Малопольське воєводство)
Венгжце (пол. Węgrzce) — село в Польщі, у гміні Зельонки Краківського повіту Малопольського воєводства.
Населення — 2889 осіб (2011).
У 1975-1998 роках село належало до Краківського воєводства.

## Демографія
Демографічна структура станом на 31 березня 2011 року:
|          | Загалом | Допрацездатний вік | Працездатний вік | Постпрацездатний вік |
| -------- | ------- | ------------------ | ---------------- | -------------------- |
| Чоловіки | 1370    | 275                | 936              | 159                  |
| Жінки    | 1519    | 287                | 946              | 286                  |
| Разом    | 2889    | 562                | 1882             | 445                  |